# Sindicato de Telefonistas de la República Mexicana
El Sindicato de Telefonistas de la República Mexicana (STRM) es un sindicato mexicano integrado por trabajadores al servicio de las empresas Teléfonos de México S.A.B. de C.V.,  Compañía de Teléfonos y Bienes y Raíces, S.A. de C.V., Tecmarketing S.A. de C.V., Limpieza Mexicana S. A. de C.V., trabajadores, trabajadores jubilados de las empresas mencionadas o aquellas que se integren en el futuro al Sindicato.
Fue fundado el primero de agosto de 1950 gracias a la fusión del Sindicato de Trabajadores de Teléfonos de México (antigua Ericsson) y del Sindicato Nacional de Telefonistas perteneciente a la "Compañía Telefónica y Telegráfica Mexicana".

## Fundación del STRM
A  mediados de 1950, la empresa Teléfonos de México, adquirió las redes, plantas y equipos de la Compañía Telefónica y Telegráfica Mexicana, configurándose como una empresa con posibilidades reales de proporcionar el servicio telefónico único en todo el país. De este modo el gobierno de Miguel Alemán impulsaba su proyecto industrializador y modernizador en el ramo de las telecomunicaciones. En efecto, esta operación fue muy importante, ya que abrió una etapa de mayor desarrollo en la industria telefónica nacional, pues se unificó la red y se introdujeron equipos automáticos de batería central que desplazaron a los costosos equipos manuales de batería local. Ante esta situación, los sindicatos de las dos empresas telefónicas que operaban en México (Teléfonos de México y Nacional de Telefonistas), decidieron unificarse, ya que la fusión de Teléfonos de México y la Compañía Telefónica y Telegráfica Mexicana, creó la necesidad y conveniencia de formar un solo sindicato.
La situación de los dos sindicatos al momento de fusionarse era la siguiente; por un lado estaban los trabajadores de la antigua empresa Ericsson (Sindicato de Teléfonos de México) afiliados a la Confederación Nacional de Electricistas, que constituían la mayoría dentro de la nueva empresa telefónica; este sindicato destacaba por su combatividad, pues en varias ocasiones había sostenido huelgas para exigir y obtener la revisión o respeto a su contrato colectivo de trabajo. Por otra parte, el Sindicato Nacional de Telefonistas, perteneciente a la Confederación de Trabajadores de México, con la amenaza de la absorción, por una parte, y gastados sus cuadros dirigentes por la otra, especulaban con las diferencias existentes entre el sindicato de la antigua Ericsson y la nueva empresa telefónica.

## La fusión de los dos sindicatos de telefonistas
A pesar de todas estas diferencias, la unificación sindical, se inició durante la huelga que el 1º de marzo de 1950 realizó el Sindicato Nacional. El Sindicato de Teléfonos de México les brindó su apoyo, y los dos sindicatos a través de sus respectivos comités al frente de los cuales estaban Fernando Raúl Murrieta y Arturo Rojo acordaron firmar un pacto de solidaridad como primer paso hacia la unificación de los telefonistas.
Poco tiempo después, el 16 de marzo, fue levantada la huelga, logrando el Sindicato Nacional la firma de un nuevo contrato, aumento salarial de 10% y pago íntegro de sus salarios, por el tiempo que duró la huelga. 

## Teléfonos de México inicia operaciones
Finalizado este conflicto, la nueva empresa consolidada, inició sus operaciones el 1º de mayo de 1950, y de inmediato, aumentó 58% sus tarifas, justificándolo con la devaluación monetaria. Ante la actitud de Teléfonos de México, el Sindicato de Teléfonos de México, emplazó a huelga para el 9 de julio por la titularidad del contrato colectivo, en virtud de que tenía la mayoría de los trabajadores, aumento de 40% en los salarios y aumento de prestaciones. Esta actitud del Sindicato de la antigua Ericsson se explica, porque a partir de la fusión de las dos empresas, los sindicatos se vieron envueltos en una lucha que duraría varios meses y en la que el gobierno de Alemán apoyaba activamente a los dirigentes del Sindicato Nacional, con la intención de desmantelar la posición independiente del Sindicato de Teléfonos de México. 
Así, el promotor de la unidad entre los telefonistas fue el Sindicato de Teléfonos, pues sacrificando su posición mayoritaria y con el fin de decidir sobre la fusión de los dos sindicatos, aplazó la huelga que debería estallar el 22 de julio para el 1º de agosto. Además, las 32 secciones que integraban éste sindicato, por unanimidad apoyaron la unificación de todos los telefonistas, la que se llevaría a efecto precisamente el 1º de agosto.
La asamblea constitutiva del Sindicato de Telefonistas de la República Mexicana se realizó el día fijado en el Palacio de Bellas Artes. A ella asistieron los más altos funcionarios del gobierno y los representantes obreros más importantes del país. Ahí se dio a conocer que el nuevo sindicato aglutinaba a 5700 telefonistas, la Declaración de Principios y los Estatutos que regirían a la nueva organización obrera, cuyo lema sería: “UNIDAD Y LUCHA SOCIAL”. También se informó que el Comité Ejecutivo Nacional y Nacional de Vigilancia estarían integrados por trabajadores de los dos sindicatos, siendo el primer secretario general  del STRM Fernando Raúl Murrieta.

## El primer contrato colectivo de trabajo
Después de la asamblea de unificación, se discutió sobre la huelga a la que había emplazado el Sindicato de Teléfonos de México, y no habiendo llegado a ningún acuerdo entre el sindicato y la empresa, la huelga empezó el 3 de agosto a las 12 horas. Después de 15 horas de huelga, el conflicto quedó solucionado el 4 de agosto a las 3 de la madrugada, obteniendo los telefonistas un aumento del 10% con retroactividad al 16 de marzo, más un 6% a partir del 1º de agosto, para todos los integrantes del nuevo sindicato. Se acordó también que el contrato que estaba en vigor en la Compañía Telefónica y Telegráfica Mexicana, sería el que regiría por dos años las relaciones con Teléfonos de México. En 1952, el sindicato se afilió a la Confederación de Trabajadores de México (CTM) y al Partido Revolucionario Institucional (PRI).